# Ballenstedt

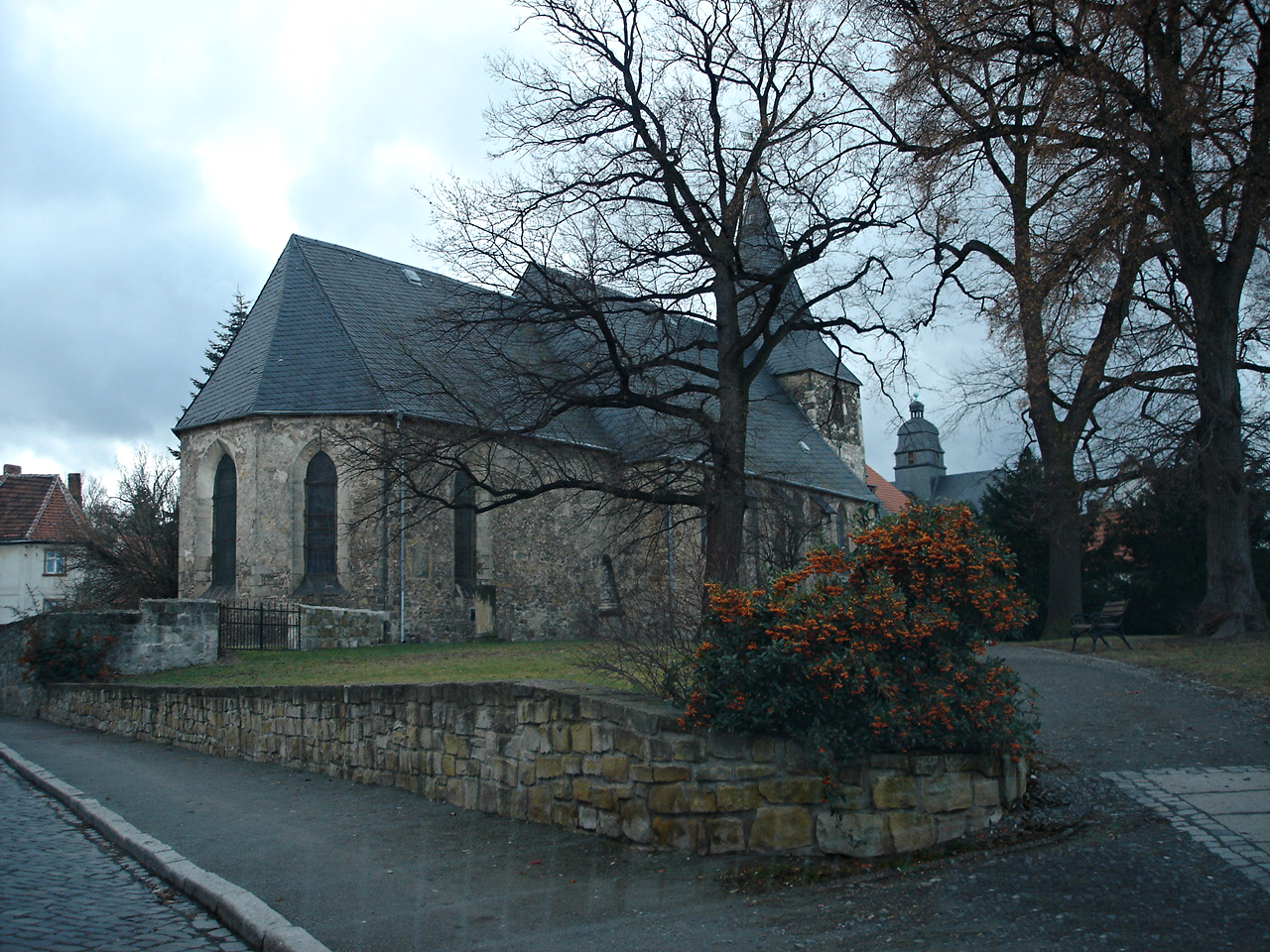
Ballenstedt

Ballenstedt este un oraș din landul Saxonia-Anhalt, Germania.